# 林信行 (大蔵官僚)
林信行（はやし のぶゆき、1932年12月21日 - ）は日本の大蔵官僚。放送大学学園総務部長、島根医科大学事務局長、徳島大学事務局長などを務めた。

## 来歴
北海道出身。北海道釧路湖陵高等学校卒業。1958年9月 大蔵省入省（主計局司計課）。主計局総務課長補佐（歳入・国債）、主計局共済課共済調査官、主計局主計監査官などを経て、1985年5月 放送大学学園総務部長。1987年9月 島根医科大学事務局長。1990年4月1日 徳島大学事務局長。1993年3月31日 退職。

## 略歴
- 1958年9月：大蔵省入省（主計局司計課）[1]。
- 1966年8月：主計局文部第二係長。
- 1969年7月：主計局総務課予算総括第一係長。
- 1973年7月：主計局主計官補佐（厚生第一、二係）[3]。
- 1974年7月：主計局総務課予算分析管理室主任予算分析専門官。
- 1976年7月：主計局総務課予算分析管理室課長補佐。
- 1978年7月：主計局主計官補佐（補助金係） 兼 主計局主計企画官付（調整係）[4]。
- 1979年7月：主計局総務課長補佐（歳入・国債）。
- 1981年7月：主計局共済課共済調査官。
- 1984年7月5日：主計局主計監査官。
- 1985年5月：放送大学学園総務部長。
- 1987年9月22日：島根医科大学事務局長。
- 1990年4月1日：徳島大学事務局長。
- 1993年3月31日：退職[2]。